# Луганщина
Луганщина — український географічний й політичний край, що включає Подінців'я, Старобільські степи та північні відроги Донецького кряжу. У широкому розумінні відповідає обсягу Луганської адміністративної області, у вужчому — теренам навколо міста Луганськ.

## Історія
Вперше адміністративно і політично сформувалася Луганщина як самостійний регіон а не частина Донбасу на початку 1918 року[джерело?].

## Тлумачення

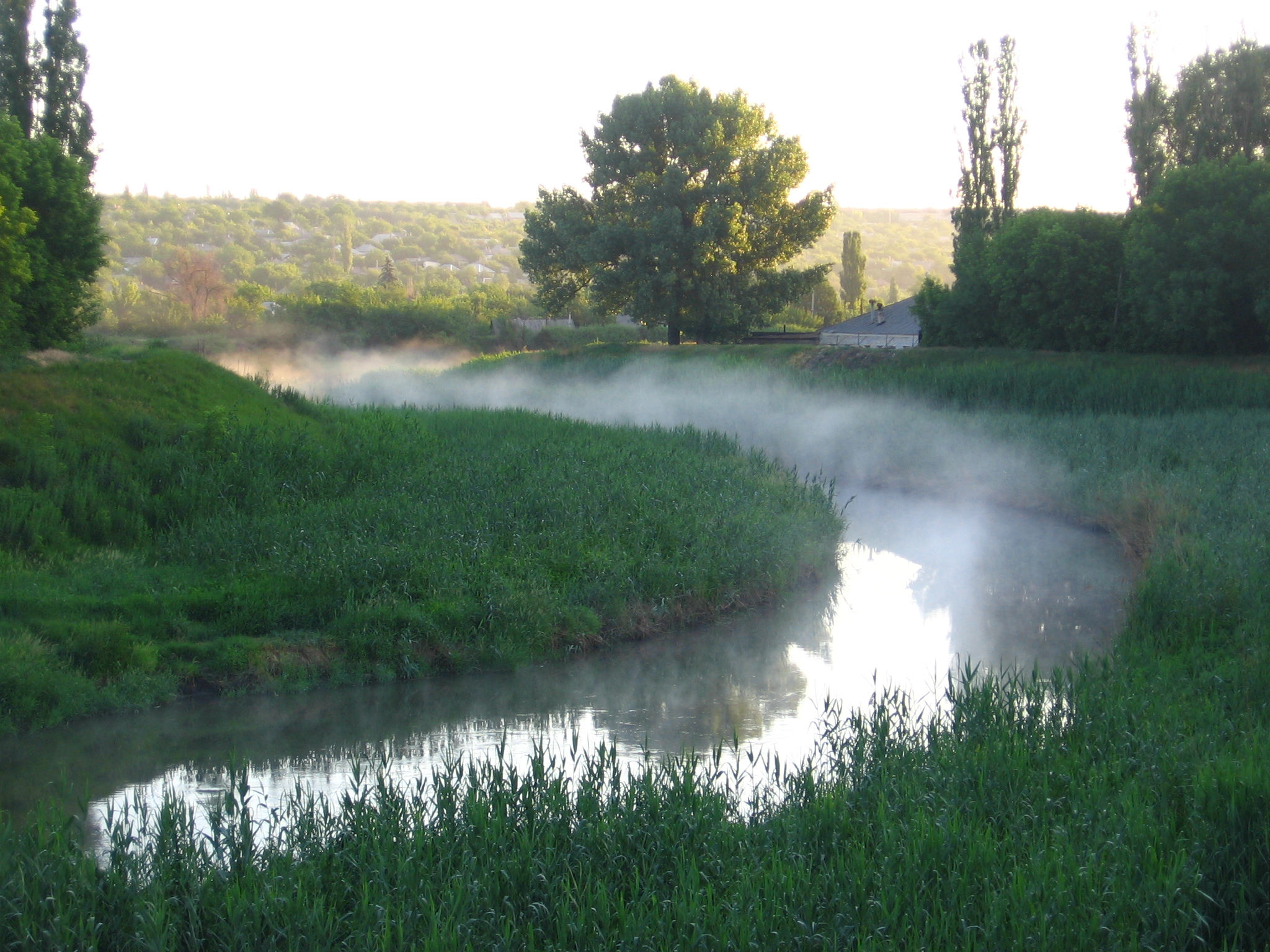
Річка Луганка в Луганську

Луганщина — найсхідніша частина України, найсхідніша частина регіону, який називають Східною Україною. У широкому розумінні означає Луганську область — адміністративну область України. Адміністративним, науковим, освітнім і культурним центром області є місто Луганськ, з назвою якого і пов'язана назва цього краю.
Назва є молодою, як і місто Луганськ, датою заснування якого вважають дату надання дозволу на закладення чавуноливарного заводу: восени 1795 вважається «офіційною» датою заснування селища Луганське (1882 р. воно здобуло статус міста та стало новим центром Слов'яносербського повіту Катеринославської губернії, а в лютому 1919 стало центром новоствореної Донецької губернії).
Існує думка, що «У вузькому, географічному розумінні означає землі сточища річки Лугань у центральній частині Луганської області.»), проте такі джерела не відомі, і можна припустити, що поняття сформувалося на основі назви земель (районів) навколо міста Луганськ, яке назване ім'ям річки Лугані, проте ніяк не тому, що окремі райони Луганської області пов'язані з р. Лугань. Отже, назва краю «Луганщина» не є гідронімом[джерело?].
Луганщина обіймає кілька фізико-географічних одиниць — Старобільські степи, Придінців'я, північний макросхил Донецького Кряжу і загалом відповідає басейну Середнього Придінців'я (інколи як «Подінців'я»), вкл. річки Лугань, Білу, Красну, Айдар, Деркул тощо.

## Сфери вживання назви

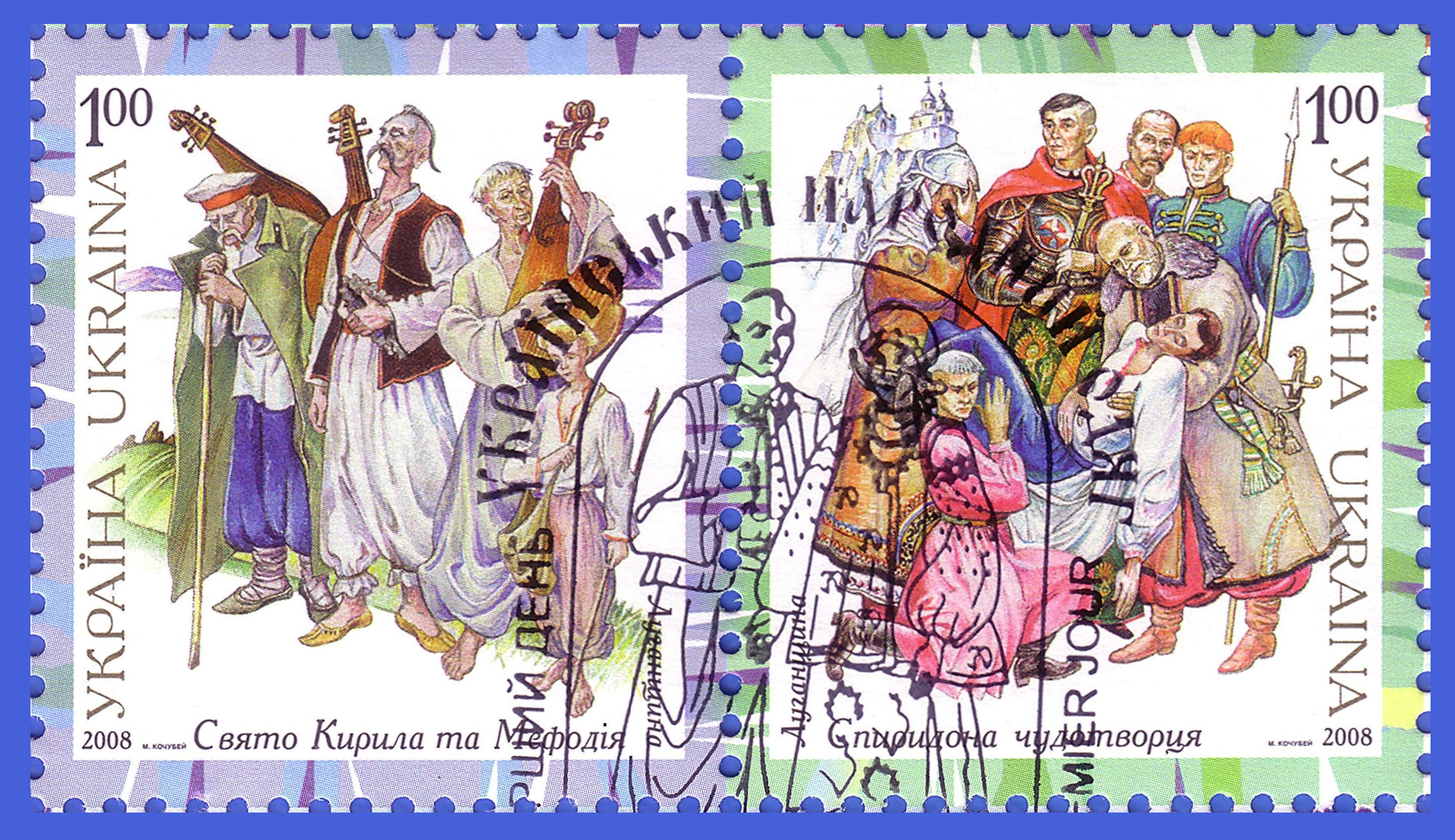
Луганщина на марках Укрпошти, 2008

Термін вживається у неофіційних документах, краєзнавчих нарисах, наукових публікаціях. У офіційній документації пишуть виключно «Луганська область».
Приклади вживання назви:
- Нові знахідки чупакабри на Луганщині // Науковий вісник … університету.
- Луганщина — край нашої турботи (програми … політичної партії.
- Проблеми водопостачання Луганщини // вебсайт … адміністрації.
- Православ'я на Луганщині
- Неживий О. І. Луганщина літературна.— Луганськ, 1993.
- Природно-заповідний фонд Луганщини поповнився двома об'єктами // lugansk-online[недоступне посилання з липня 2019]
- Луганщина — крізь століття // Віртуальні виставки / Обласна універсальна наукова бібліотека…